# 瑟德尔河畔莫尔纳克
瑟德爾河畔莫尔纳克（法語：Mornac-sur-Seudre，法語發音：[mɔʁnak syʁ sødʁ]）是法国滨海夏朗德省的一个市镇，位于该省西部，属于罗什福尔区。

## 地理
瑟德尔河畔莫尔纳克（45°42'35"N, 1°1'42"W）面积9.5 平方千米，位于法国新阿基坦大区滨海夏朗德省，该省份为法国西部滨海省份，北起旺代省，西临大西洋，南至吉倫特省，东南接多爾多涅省，东北接德塞夫勒省接壤，东临夏朗德省。
与瑟德尔河畔莫尔纳克接壤的市镇（或旧市镇、城区）包括：布勒耶、莱吉耶、勒加、圣叙尔皮斯-德鲁瓦扬。

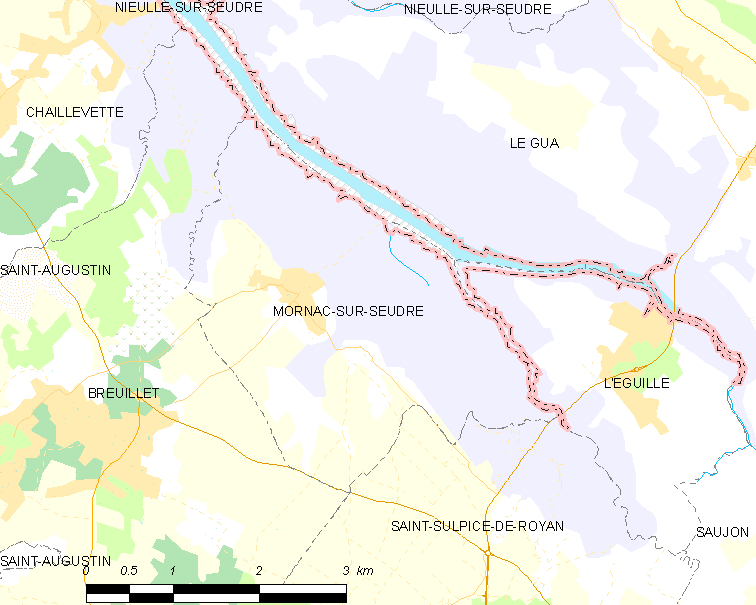
瑟德尔河畔莫尔纳克的OSM定位图

瑟德尔河畔莫尔纳克的时区为UTC+01:00、UTC+02:00（夏令时）。

## 行政
瑟德尔河畔莫尔纳克的邮政编码为17113，INSEE市镇编码为17247。

## 政治
瑟德尔河畔莫尔纳克所属的省级选区为拉特朗布拉德县。

## 人口

1962-2008年间瑟德尔河畔莫尔纳克人口变化图示

瑟德尔河畔莫尔纳克于2022年1月1日时的人口数量为867人。